# Le Mesnil-Simon (Eure-et-Loir)
Le Mesnil-Simon ist eine französische Gemeinde mit 569 Einwohnern (Stand: 1. Januar 2022) im Département Eure-et-Loir in der Region Centre-Val de Loire; sie gehört zum Arrondissement Dreux und zum Kanton Anet.

## Geographie
Le Mesnil-Simon liegt etwa 50 Kilometer nördlich von Chartres und etwa 55 Kilometer westnordwestlich von Paris. Umgeben wird Le Mesnil-Simon von den Nachbargemeinden Gilles im Norden und Nordwesten, Mondreville im Osten und Nordosten, Tilly im Osten und Südosten, Saint-Ouen-Marchefroy im Süden, Oulins im Südwesten sowie La Chaussée-d’Ivry im Westen.

## Bevölkerungsentwicklung
| Jahr                      | 1962 | 1968 | 1975 | 1982 | 1990 | 1999 | 2006 | 2013 |
| ------------------------- | ---- | ---- | ---- | ---- | ---- | ---- | ---- | ---- |
| Einwohner                 | 231  | 185  | 239  | 251  | 337  | 414  | 482  | 591  |
| Quelle: Cassini und INSEE |      |      |      |      |      |      |      |      |

## Sehenswürdigkeiten
- Kirche Saint-Nicolas aus dem 13. Jahrhundert, seit 1971 Monument historique
- Mausoleum der Familie Malebranche, insbesondere für Nicolas Malebranche, 1733 erbaut, seit 1963 Monument historique

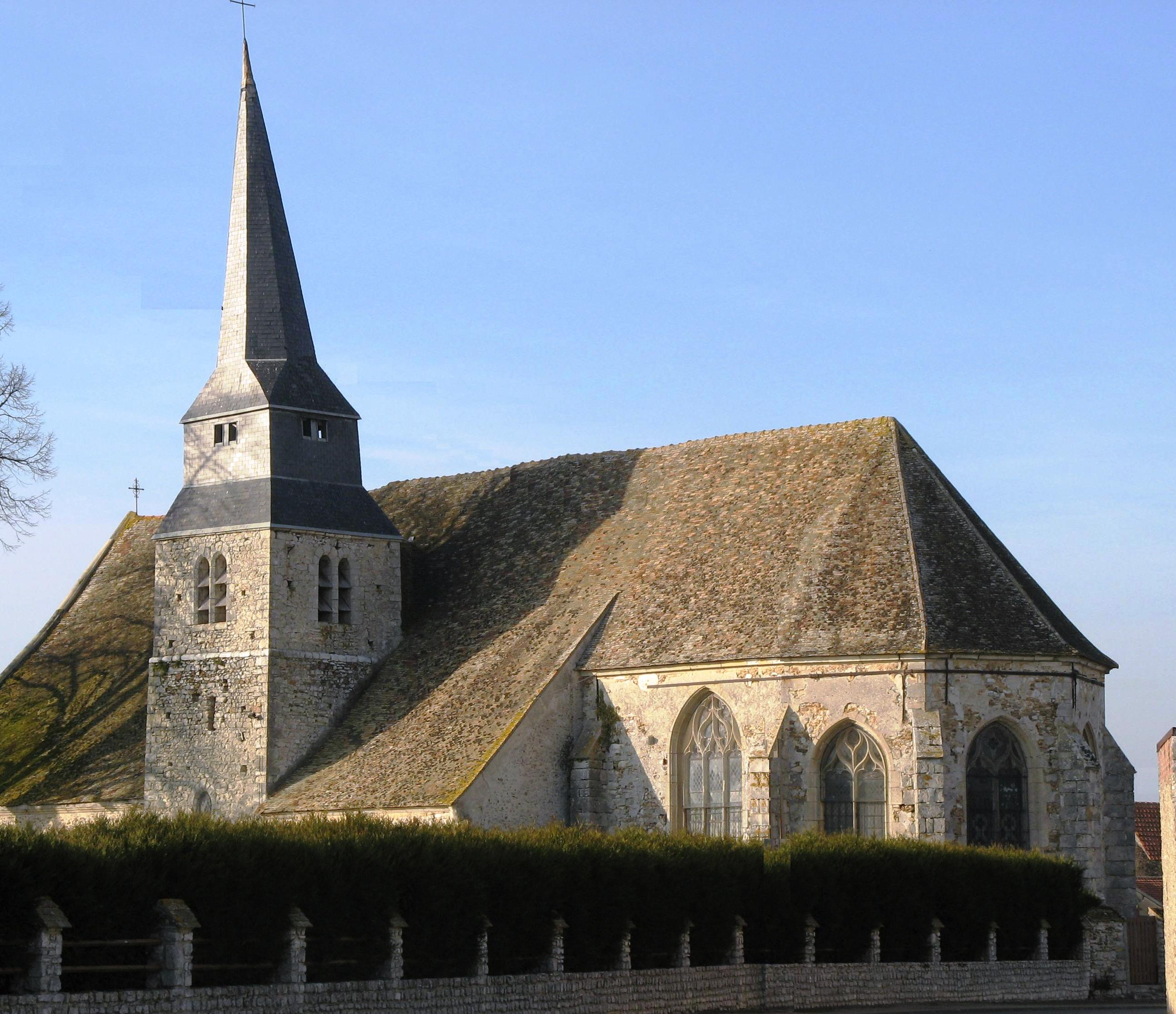
Kirche Saint-Nicolas
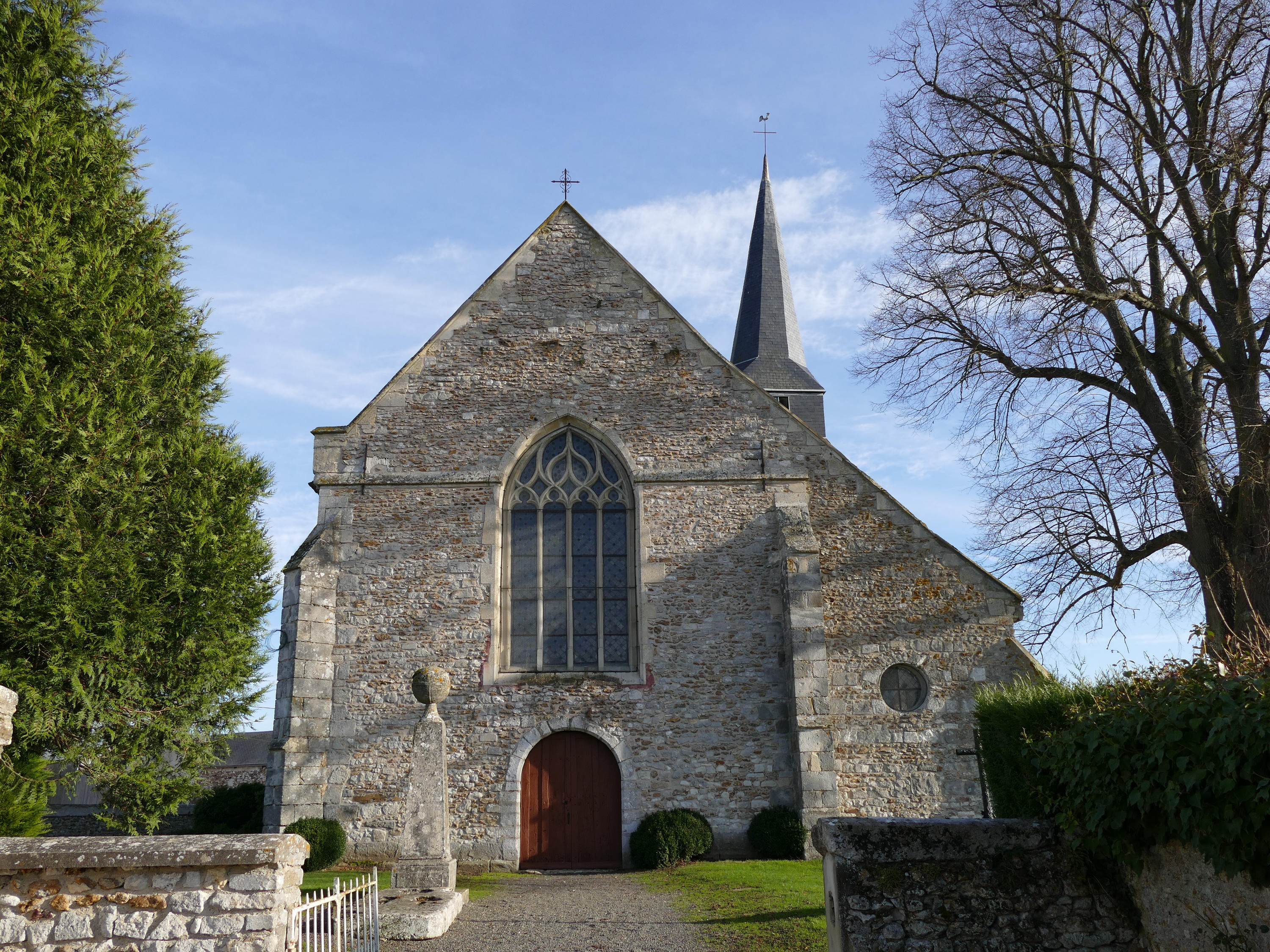
Mausoleum